# Лабіки
Лабіки (також Лабікум) — стародавнє місто в італійському регіоні Лаціум. Воно лежало за 15 римських миль (приблизно 23 км) на південний схід від Риму в кінці Віа Лабікана поблизу сучасного Монте-Компатрі, на північних схилах Албанських пагорбів.
Лабіки належали до Латинської ліги. Після того як місто перейшло на бік еквів, його завоювали римляни у 418 році до нашої ери і перетворили на колонію. Однак під час республіки Лабіки втратили своє значення, а за часів Цицерона було лише занедбаним муніципієм. Припускається, що у ранній імперський період це місце було повністю занедбане. Її змінила вулична станція Ad Quintanas на віа Лабікана. Неподалік міста була вілла полководця та політика Гая Юлія Цезаря.
Лабікум був ранньохристиянською єпархією, а нині є титулярною єпархією Римо-Католицької Церкви.
Луньяно, що лежить за 16 км, в 1888 році дістало назву Лабіко, оскільки вважалося наступником Лабіки. Згодом це припущення виправили.